# Battle Shark
Battle Shark (バトルシャーク?, Batoru Shāku) è un videogioco arcade di genere sparatutto in prima persona sviluppato e pubblicato dalla Taito nel 1990. Sul suo cabinato è montato un periscopio da sottomarino, al fine che il giocatore controlli appunto il sottomarino che porta lo stesso nome.
Questo titolo ricevette un premio come "Miglior invenzione" all'edizione 1990 degli AMOA Games Awards. Venne incluso anni dopo nelle raccolte sia Taito Legends che Taito Memories II Gekan.

## Modalità di gioco
Battle Shark è ambientato nel pieno della Terza guerra mondiale, dove le battaglie sono combattute ovunque in ogni parte del globo. I negoziati di pace finora organizzati non sono nient'altro che un complotto del nemico, dando a questi il tempo di installare una base segreta sul fondo del mare. Il sottomarino Battle Shark viene quindi mandato in missione per distruggerla.
Controllando Battle Shark il giocatore deve affrontare i dieci principali livelli di gioco, alcuni si svolgono fuori dall'acqua mentre altri sono subacquei. Inizia la sessione con un numero limitato di siluri, i quali vanno utilizzati con parsimonia perché la propria scorta si riempie lentamente. Nel corso di un livello, oltre ad annientare sottomarini, navi ed aerei nemici può colpire anche dei bersagli power-up, che possono aumentare la fornitura di siluri, riparare danni subiti dagli attacchi o aggiungere ulteriore potenza di fuoco.

## Accoglienza
In Giappone, la rivista Game Machine elencò Battle Shark nel numero del 1º maggio 1990 come la sesta unità arcade di maggior successo del mese.